# Mabwella wittei
Mabwella wittei is een hooiwagen uit de familie Assamiidae.